# Nikol González
Nikol Marián González Alarcón (29 de marzo de 1999) es una futbolista venezolana que juega como defensa del equipo de fútbol de la universidad estadounidense West Alabama Tigers. Ha sido miembro del selección nacional femenina de fútbol de Venezuela. 

## Carrera deportiva
González representó a Venezuela en los Juegos Olímpicos Juveniles de Verano 2014 y en dos ediciones de la Copa Mundial Femenina Sub-17 de la FIFA (2014 y 2016). A nivel senior, participó en los Juegos Centroamericanos y del Caribe 2014.  